# Krios
Krios o Crios (en llatí Crius, en grec antic Κρῖος) era fill de Polícrit i un dels principals homes d'Egina.
Quan l'illa es va sotmetre a la petició de "terra i aigua" (submissió) de Darios I el Gran, l'any 491 aC, el rei Cleòmenes I d'Esparta va anar a Egina per detenir als que havien aconsellat aquesta mesura. Krios es va oposar a la detenció al·legant que Cleòmenes no tenia prou autoritat, ja que no anava acompanyat del seu col·lega Demarat. El rei espartà es va veure obligat a retirar-se, però abans va aconsellar al rei que es procurés un κριός (un ariet), i que el folrés amb llautó, ja que el necessitaria per la defensa dels successos que vindrien, segons explica Heròdot. Es va sospitar que era Demarat qui va encoratjar la resistència del cap egineta.
Després de la deposició de Demarat i la proclamació de Leotíquides, Cleòmenes va tornar a Egina amb el seu col·lega i va detenir a Krios i a altres caps locals als que va entregar als atenencs.
El seu fill Polícrit, sospitós injustament de ser favorable als perses, es va destacar en el camp grec durant la batalla de Salamina l'any 480 aC.